# كاران أرمسترونغ
كاران أرمسترونغ (بالإنجليزية: Karan Armstrong)‏ هي موسيقية ومغنية أوبرا ومغنية أمريكية، ولدت في 14 ديسمبر 1941 في هافري في الولايات المتحدة.

## وصلات خارجية
- كاران أرمسترونغ على موقع IMDb (الإنجليزية)
- كاران أرمسترونغ على موقع ميوزك برينز (الإنجليزية)
- كاران أرمسترونغ على موقع ديسكوغز (الإنجليزية)
- كاران أرمسترونغ على موقع قاعدة بيانات الفيلم (الإنجليزية)